# Misano Adriatico (przystanek kolejowy)
Misano Adriatico (wł. Stazione di Misano Adriatico) – przystanek kolejowy w Misano Adriatico, w prowincji Rimini, w regionie Emilia-Romania, we Włoszech. Znajduje się na linii Bolonia – Ankona. 
Według klasyfikacji Rete Ferroviaria Italiana ma kategorią brązową.

## Historia
Przystanek został otwarty w 1949.

## Linie kolejowe
- Linia Bolonia – Ankona